# Бойд, Роберт Тёрнер
Роберт Тёрнер Бойд (Robert (Rob) T. (Turner) Boyd; род. 11 февраля 1948, Сан-Франциско, Калифорния) — американский эволюционный антрополог, специалист в области культурной эволюции; профессор Университета штата Аризона (с 2012), заслуженный профессор-эмерит Калифорнийского университета в Лос-Анджелесе. Член НАН США (2025).
Лауреат J. I. Staley Prize (1989).
Окончил с наивысшим отличием Калифорнийский университет в Сан-Диего (бакалавр физики, 1970).
Степень доктора философии по экологии получил в Калифорнийском университете в Дейвисе (1975). Преподавал в университетах Дьюка и Эмори (1984—1986).
С 1986 ассистент-, с 1988 ассоциированный, в 1989—2009 профессор кафедры антропологии Калифорнийского университета в Лос-Анджелесе, в 2009—2012 заслуженный профессор, затем эмерит.
В 2011—2014 именной профессор института Санта-Фе. С 2012 профессор школы эволюции человека и социальных изменений (School of Human Evolution and Social Change, SHESC) Университета штата Аризона. 
Автор трех книг, написанных в соавторстве с Питером Ричерсоном. Также соавтор вводного учебника по биологической антропологии «How Humans Evolved» (вместе с Джоан Силк). Публиковался в Nature, PNAS, Current Anthropology.
Супруга — Джоан Силк, приматолог. Двое детей. Увлекается скалолазанием и велосипедной ездой.